# Frecuencia superalta
La frecuencia superalta u onda centimétrica (en inglés: Super High Frequency, SHF) es una banda del espectro electromagnético que ocupa el rango de frecuencias de 3 a 30 gigahercios, poseyendo una longitud de onda de entre 10 y 1 centímetro (de donde se deriva el mentado nombre de banda u onda centimétrica).

## Descripción
La Unión Internacional de las Telecomunicaciones, una organización civil internacional establecida para normalizar las telecomunicaciones a nivel mundial, ha establecido que las frecuencias superaltas están localizadas entre 10 y 1 centímetro. Las microondas son parte de estas frecuencias, pero además incluye a las frecuencias ultra altas (UHF) y las frecuencias extremadamente altas (EHF)
Las frecuencias superaltas son relativamente cortas para las ondas de radio. Estas frecuencias son utilizadas para dispositivos de microondas, teléfonos móviles (W-CDMA), WLAN, y los radares de última generación.
El estándar Wireless USB utilizará aproximadamente 1/3 del total de esta porción del espectro radioeléctrico.

## Usos
Algunos usos son las IEEE 802.11a/b/g/n/ac Wireless LANs, subidas y bajadas de satélites, y enlaces terrestres de alta velocidad (a veces conocidos como "backhauls").

## Características de la frecuencia superalta
En esta banda se produce la propagación por trayectoria óptica directa.

## Sistemas que funcionan con frecuencia superalta
Televisión vía satélite en las bandas C y Ku, radioenlaces, radar.